# Turunçlu, Kozan
Turunçlu là một xã thuộc huyện Kozan, tỉnh Adana, Thổ Nhĩ Kỳ. Dân số thời điểm năm 2009 là 444 người.